# Территория Айдахо
Террито́рия Айда́хо — инкорпорированная организованная территория США, существовавшая с 4 марта 1863 года по 3 июля 1890 года, после чего она была принята в состав США в качестве 43 штата.

## История
Территория Айдахо была создана 4 марта 1863 подписанием акта конгресса президентом США Авраамом Линкольном. В состав территории вошли части земель территорий Вашингтон и Дакота. Первой столицей территории был назначен город Льюистон на северо-западе территории. Однако 7 декабря 1864 года законодатели территории проголосовали за перенос столицы в быстрорастущий город Бойсе. Окончательно столица из Льюистона в Бойсе была перенесена 11 января 1866 года.
В 1864 году были образованы округа Эйда, Альтурас (ликвидирован в 1890-х), Бойсе, Айдахо, Кутенай, Лата, Нез-Перс, Онейда и Шошоне. В том же году из северо-восточной части территории была образована новая территория Монтана. 5 января 1875 года на побережье озера Бэр основывается округ Бэр-Лейк, 20 февраля 1879 года — округ Вашингтон и 8 января 1881 года — Кастер.

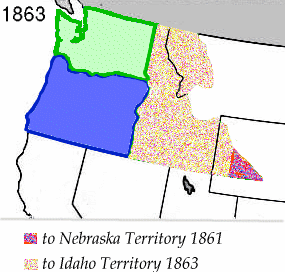
Территория Вашингтон до образования территории Айдахо
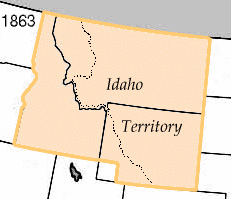
Территория Айдахо в 1863 году
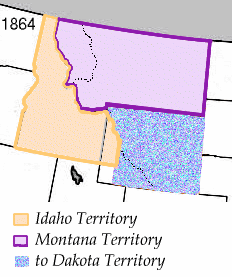
Земли, отошедшие территориям Монтана и Дакота в 1864 году
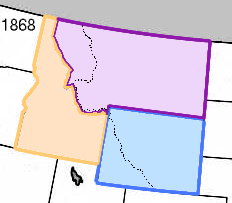
Территории Айдахо, Монтана и Вайоминг в 1868 году

В конце 1860-х годов территория Айдахо стала пристанищем для потерпевших поражение демократов, сражавшихся на стороне Конфедерации в Гражданской войне. Многие из них вошли в состав законодательных органов территории, что приводило к конфликту интересов между южанами и губернаторами-республиканцами. Пик политического противостояния пришёлся на 1867 год, когда губернатор Дэвид Баллард запросил поддержку у соединений армии Союза, расположенных в форте Бойсе. Однако к 1870 году политические баталии значительно стихли.
Помимо политических волнений в период с 1864 по 1868 годы между соединениями армии США и индейцами бассейна реки Снейк велись боевые действия. За время войны с обеих сторон погибло 1762 человека.
К концу войны в Айдахо появилось множество беженцев из Миссури. Это позволило демократам занять прочные позиции в легислатуре штата, поправ тем самым республиканцев, и избрать в Конгресс своего представителя. К 1870 году влияние республиканцев значительно снизилось. Серьёзной электоральной составляющей населения являлись мормоны, составлявшие на 1870 год 18,2 % населения Айдахо и почти единогласно голосовавшие за демократов с 1872 по 1884 годы. После 1872 года северные территории штата предприняли новые попытки добиться воссоединения с соседним Вашингтоном. В рамках этого движения даже была создана политическая партия, которая в том числе проводила антимормонскую кампанию. Политика новой партии вызвала беспорядки на юго-востоке штата в 1874 году. В 1882 году демократы сдали свои позиции после того, как антимормонская политика увенчалась успехом в южных округах штата.
9 января 1867 года округа Лата и Кутенай в силу слабой организации были упразднены. Однако в том же году округ Кутенай был учреждён вновь, и в его состав полностью вошла территория округа Лата. Статус полноценного округа Кутенай получил 9 июля 1881 года, а округ Лата был вновь учреждён лишь в 1888 году.
В октябре 1867 года в округе Овайхи основывается «Союз Горнодобытчиков Овайхи», первый профсоюз в Айдахо.
В 1868 году земли к востоку от 111 меридиана З.Д. перешли в состав новой территории Вайоминг. Границы территории Айдахо приобрели свой нынешний вид. Обнаружение месторождений золота, серебра и других драгоценных металлов в 1860-х годах вкупе с прокладкой в 1869 году трансконтинентальной железной дороги привлекли в территорию Айдахо множество поселенцев, в том числе китайцев-чернорабочих. К моменту получения Айдахо статуса штата разработка месторождений стало важной составляющей экономики штата. Так, в 1890-х годах по показателям добычи свинца Айдахо был на первом месте среди других штатов США.
В 1870 году было начато и в 1872 году закончено строительство территориальной тюрьмы. Тюрьма использовалась вплоть до 1973 года. В 1974 году тюремный комплекс был занесён в Национальный реестр исторических мест США. Ныне он является музеем.
В 1873 году Лютером Бёрбанком был выведен ныне самый популярный в Айдахо вид картофеля Russet Burbank.
Практически сразу после основания территории Айдахо была создана система средних школ и разветвлённая сеть дилижансов. К 1865 году в городах Льюистон, Бойсе и Силвер-Сити были налажен регулярный выпуск газет. В 1868 году во Франклине и в 1874 году в Льюистоне были проведены первые телеграфные линии. Также в Льюистоне 10 мая 1878 года была установлена первая телефонная станция не только в Айдахо, но и на всём северо-западе США.
В 1877 году произошли волнения индейцев не-персе, недовольных политикой активного переселения в резервации. Недовольство индейцев переросло в боевые действия против соединений регулярной армии США. В результате сражений погибло около 125 пехотинцев и около 150 индейцев. Недовольства утихли только после капитуляции вождя Джозефа 5 октября.
В 1882 году в связи с практикуемой полигамией Мормоны были лишены гражданских прав, несмотря на то, что они составляли относительно крупное религиозное меньшинство в Айдахо.
После перемещения столицы в Бойсе стали высказываться предложения о разделении территории на два региона. Однако в 1887 году благодаря усилиям губернатора Эдварда Стивенсона президент Грувер Кливленд отказался подписывать законопроект о разделении территории Айдахо между территориями Вашингтон и Невада. В 1889 году в качестве своеобразной компенсации жителям северной части Айдахо за перенос столицы на юг в городе Москоу был создан университет Айдахо.
3 июля 1890 года территория Айдахо официально получила статус штата, 43-го по счёту.

## Список губернаторов территории
Ниже перечислены губернаторы, официально вступившие в должность. Помимо них было ещё трое политиков (Сэмюэл Бард, Гилман Марстон, Александер Коннер), назначавшихся на губернаторство президентом Улиссом Грантом в 1870–1871 годах, но по разным причинам не приступившим к своим обязанностям. Последний губернатор территории, Джордж Шуп, стал первым губернатором штата Айдахо.
| #  | Губернатор       | Вступил в должность | Ушёл в отставку |
| -- | ---------------- | ------------------- | --------------- |
| 1  | Уильям Уоллес    | 1863                | 1864            |
| 2  | Калеб Лайон      | 1864                | 1865            |
| 3  | Дэвид Баллард    | 1866                | 1870            |
| 4  | Томас Боуэн      | 1871                | 1871            |
| 5  | Томас Беннетт    | 1871                | 1875            |
| 6  | Дэвид Томпсон    | 1875                | 1876            |
| 7  | Мейсон Брейман   | 1876                | 1880            |
| 8  | Джон Нил         | 1880                | 1883            |
| 9  | Джон Ирвин       | 1883                | 1883            |
| 10 | Уильям Бунн      | 1884                | 1885            |
| 11 | Эдвард Стивенсон | 1885                | 1889            |
| 12 | Джордж Шуп       | 1889                | 1890            |